# 20 Capricorni
20 Capricorni (20 Cap / HD 199728 / HR 8033) es una estrella variable de magnitud aparente media +6,26 situada en la constelación de Capricornio. 
Se encuentra a 430 años luz de distancia del sistema solar.
20 Capricorni es una estrella de tipo espectral Ap o B9pSi con una temperatura efectiva de 11.970 K.
Tiene una luminosidad 85 veces mayor que la luminosidad solar y una masa 2,95 veces mayor que la del Sol.
Su edad se estima en 77 millones de años, que corresponde a 1/5 parte de su vida dentro de la secuencia principal.
Gira sobre sí misma con una velocidad de rotación proyectada de 55 km/s.
20 Capricorni es una estrella químicamente peculiar —concretamente una estrella Ap con líneas de absorción fuertes de silicio—, semejante a α Circini o Alioth (ε Ursae Majoris).
Su brillo es variable, observándose una variación de 0,05 magnitudes en un período de 2,25 días, estando clasificada como variable Alfa2 Canum Venaticorum. En cuanto a variable recibe el nombre de AO Capricorni.